# Ocybadistes walkeri
Espèce
Ocybadistes walkeri est une espèce de lépidoptères (papillons) de la famille des Hesperiidae, originaire du Sud et de l'Est de l'Australie.

## Systématique
L'espèce Ocybadistes walkeri a été en 1894 par l'entomologiste anglais Francis Arthur Heron (d) (1864-1940) dans un article publié par James John Walker (d) (1851-1939).

## Description
Ocybadistes walkeri présente une envergure de 22 mm.

## Liste des sous-espèces
Selon BioLib (17 novembre 2021) :
- sous-espèce Ocybadistes walkeri hypochlora Lower, 1911
- sous-espèce Ocybadistes walkeri olivia Waterhouse, 1933
- sous-espèce Ocybadistes walkeri sophia Evans, 1934
- sous-espèce Ocybadistes walkeri sothis Waterhouse, 1933
- sous-espèce Ocybadistes walkeri walkeri Heron, 1894

## Étymologie
Son épithète spécifique, walkeri, lui a été très probablement donnée en l'honneur de l'entomologiste James John Walker (d) (1851-1939).

## Publication originale
- (en) James Walker, « XIII.—A visit to Damma island, East Indian Archipelago.—With notes on the fauna, by R. B. Sharpe, G. A. Boulenger, E. A. Smith, R. I. Pocock, C. O. Waterhouse, C. G. Gahan, W. F. Kirby, and F. A. Heron », Annals and Magazine of Natural History, Londres, Taylor & Francis, vol. 14, no 79,‎ juillet 1894, p. 49–71 (ISSN 0374-5481, OCLC 1481361, DOI 10.1080/00222939408677767, lire en ligne).